# Furnică regină

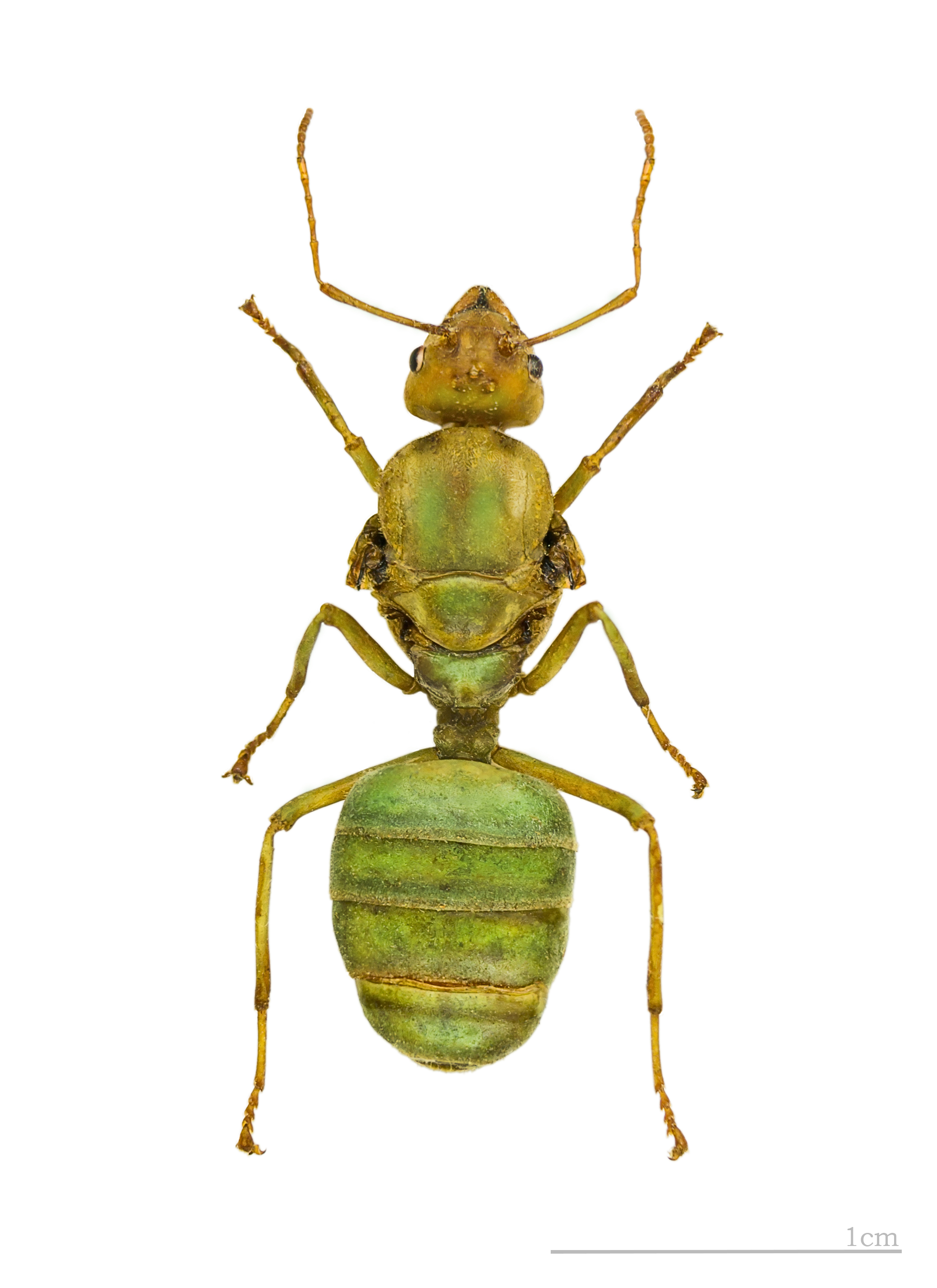
Regină de Oecophylla smaragdina

O furnică regină (cunoscută oficial ca ginec) este o furnică adultă, care se reproduce într-o colonie de furnici; în general ea va fi mama tuturor celorlalte furnici din colonia respectivă. Unele furnici femele, cum ar fi Cataglyphis, nu au nevoie să se împerecheze pentru a produce descendenți, reproducându-se prin asexuată partenogeneză sau clonare și toți dintre acești urmași vor fi femele. Alții, precum cei din genul Crematogaster, se împerechează într-un zbor nupțial. Furnicile - puii reginei - se dezvoltă din larve special hrănite pentru a deveni maturi sexual printre majoritatea speciilor. În funcție de specie, poate exista fie o singură matcă mamă, fie sute de mătci fertile la unele specii. O regină de  Lasius niger a fost ținută în captivitate de entomologul german Hermann Appel timp de 283⁄4 ani; de asemenea, un Pogonomyrmex owyheei are o longevitate maximă estimată de 30 de ani in domeniu.

## Ciclul de viață

### Dezvoltare
Furnicile trec prin patru etape de dezvoltare: ou, larva, pupa (uneori cocon, numită metamorfoză în funcție de pe specie) și adult. Larvele nu au picioare, dar sunt capabile de unele mișcări minore, cum ar fi aplecarea capului spre o sursă de hrană atunci când sunt hrănite. În această etapă, nivelul de îngrijire și hrană pe care îl primesc larvele va determina eventuala lor formă adultă. Când resursele sunt reduse, toate larvele se vor dezvolta în furnici lucrătoare; totuși, dacă părintele unei colonii cu reproducere sexuală are o cantitate mare de hrană, unele dintre larve vor primi o hrană mai bună decât altele și se vor dezvolta în furnici femele înaripate, mature sexual, destinate să părăsească colonia. În această etapă, furnicile femele înaripate sunt uneori cunoscute ca „furnici prințesă”.

### Viața timpurie

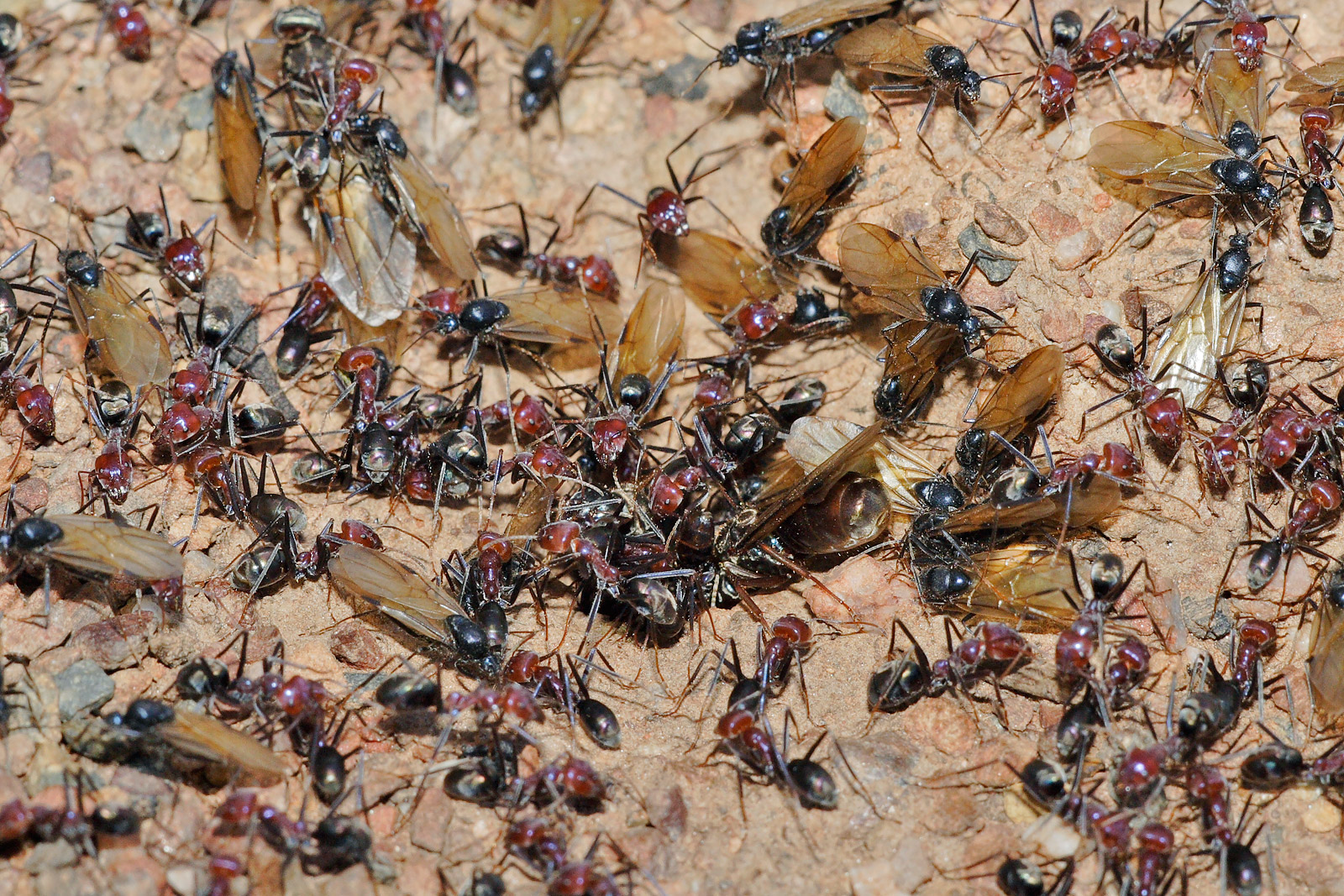
Furnici înaripate roiesc din cuib în pregătirea pentru zborul nupțial

Când condițiile sunt calde și umede după ploaie și există un vânt minim, mase de furnici cu aripi care se reproduc sexual sau „furnici zburătoare” își vor părăsi cuibul părinte și își vor lua zborul. Zborurile de împerechere au loc simultan în toate cuiburile de furnici ale speciei particulare. Femelele furnici „regina” vor zbura pe o distanță lungă, timp în care se vor împerechea cu cel puțin un mascul înaripat dintr-un alt cuib. El transferă sperma în recipientul seminal al reginei și apoi moare. Odată împerecheată, „regina” va încerca să găsească o zonă potrivită pentru a începe o colonie și, odată găsită, își va desprinde aripile.

### O colonie stabilită

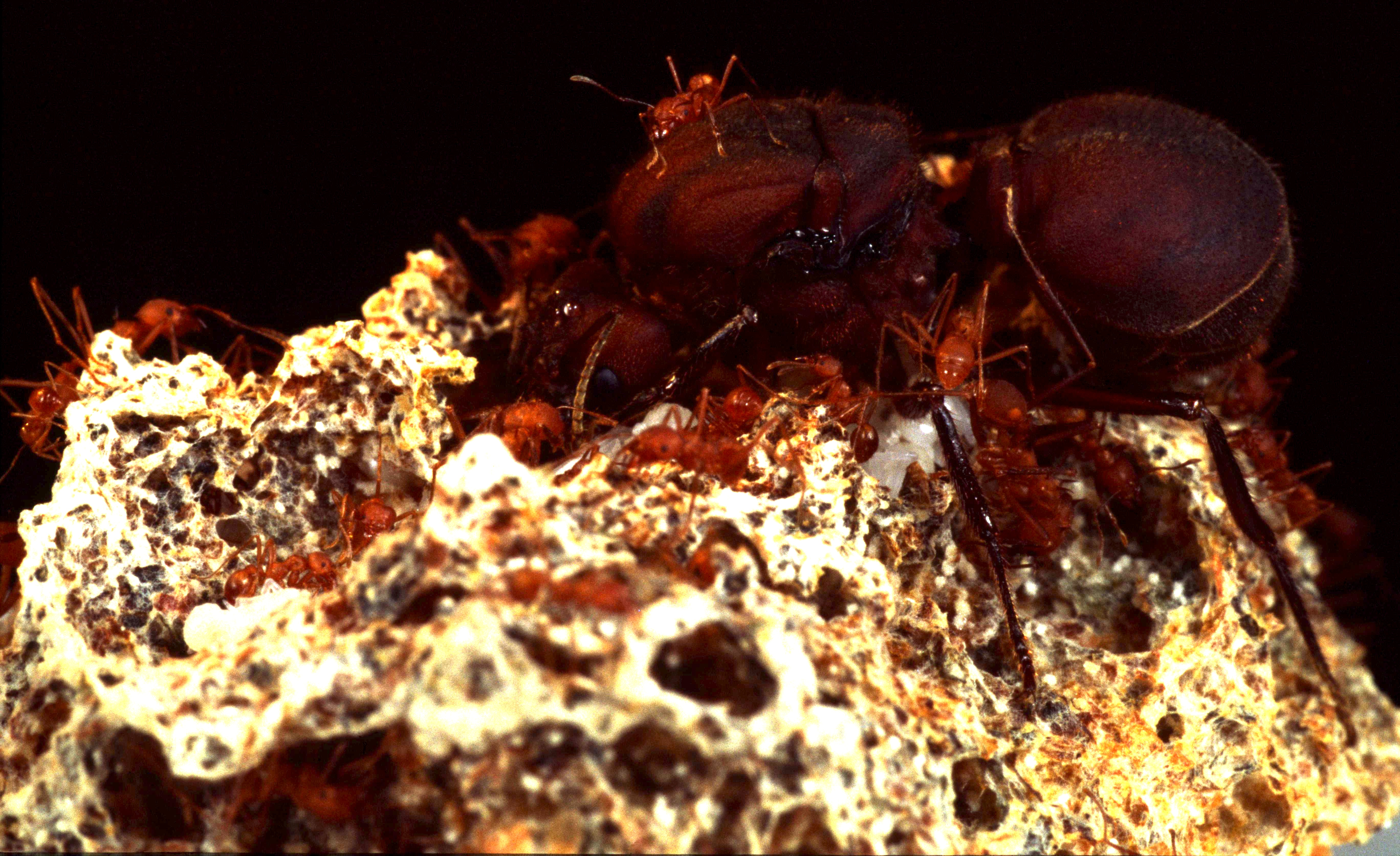
Furnica tăietoare de frunze (Atta colombica) matcă cu larve și lucrătoare pe substrat

Odată ce o colonie este înființată, furnicile lucrătoare îndeplinesc nevoile reginei, cum ar fi oferirea de mâncare și eliminarea deșeurilor ei. Deoarece structura socială a furnicilor este foarte complexă și furnicile individuale sunt relativ simple, o colonie de furnici poate fi gândită ca un singur organism, iar furnicile individuale ca celule sau membre ale organismului, deoarece indivizii pot supraviețui rar pe cont propriu. Într-o colonie, unele furnici pot să nu aibă nicio legătură cu regina (rețele), cum ar fi atunci când un pui este capturat într-un raid și crescut ca al coloniei.

### Reproducere
Odată ce colonia s-a stabilit, regina furnică va depune ouă continuu. Printre speciile care se reproduc sexual, matca folosește selectiv spermatozoizii reținuti din zborul nupțial, depunând ouă fertilizate sau nefertilizate în funcție de nevoile ciclice ale coloniei; este sau nu fertilizat. Ouăle fertilizate devin furnici lucrătoare de sex feminin, iar ouăle nefertilizate se dezvoltă ca masculi; dacă ouăle și pupele fertilizate sunt bine hrănite, ele pot deveni mătci.
Acest sistem de determinare a sexului, haplodiploidia, este valabil în general pentru toate Himenopterele – furnici, albine și viespi. Cu toate acestea, câteva specii de furnici nu se reproduc sexual și membrii acestor colonii clonale sunt toți femele.

### Mătci cu viață lungă
Modelele de expresie ale genelor implicate în repararea ADN-ului deteriorarea sau deteriorarea proteinelor au fost comparate între mătci de vârstă egală și lucrătoarele furnicii Lasius niger. Expresia acestor gene a crescut cu vârsta, iar la vârsta de două luni această creștere, atât la nivelul picioarelor, cât și al creierului, a fost semnificativ mai mare la mătci decât la muncitoare. Această diferență în expresia genelor de reparare între mătci și lucrătoare sugerează că longevitatea mai mare a reginelor L. niger se datorează, parțial, investițiilor sporite în repararea ADN-ului și a proteinelor.